# Mitridate, re di Ponto
Mitridate, re di Ponto (em português: "Mitridate, rei do Ponto"), K. 87 (74a), é uma ópera-séria em 3 atos com a música de Wolfgang Amadeus Mozart, e libreto, em italiano, de Vittorio Amadeo Cigna-Santi.
Mozart escreveu esta ópera enquanto estava em excursão pela Itália em 1770. A estreia ocorreu no Teatro Regio Ducal em 26 de dezembro de 1770. A ópera foi um sucesso, tendo sido apresentada 21 vezes, apesar das dúvidas suscitadas pela idade de Mozart (tinha 14 anos na época).

## Personagens
| Mitridate, rei de Ponto                | tenor            |
| Aspasia, esposa prometida a Mitridate  | soprano          |
| Sifare, filho mais novo de Mitridate   | soprano castrato |
| Farnace, filho mais velho de Mitridate | alto castrato    |
| Ismene, rainha das entregas            | soprano          |
| Marzio, tribuno                        | tenor            |
| Arbate, governador de Nymphæum         | soprano castrato |

## Sinopse
A ópera acontece dentro e ao redor da Crimeia no ano de 63 a.C. durante o conflito entre Roma e Ponto. Mitridate, que sofreu uma forte e pesada derrota numa batalha e é dado como morto. Essas falsas notícias são passadas por Arbate, o Governador, para a noiva dele Aspasia e os filhos dele, Farnace e Sifare.

### Ato I
Arbate, o governador de Nymphæum, dá boas-vindas a Sifare. Sifare ressente-se com o irmão dele, Farnace, devido a um forte artrito entre o irmão dele e os inimigos dele, os romanos. Arbate mostra lealdade a Sifare. Argumentos de Aspasia para Sifare para a ajudar contra avanços por Farnace. Ele aceita o argumento dela e revela o amor dele por ela.
Farnace faz os avanços dele em Aspasia. Aspasia recusa com apoio de Sifare que a protege do irmão forte dele. Notícias chegam que Mitridate está vivo e está chegando a cidade. Arbate finge esconder as diferenças deles e cumprimenta o pai dos irmãos. Irmãos concordam em esconder os sentimentos dela para Aspasia. Farnace conspira com Marzio, oficial de legionário romano, contra Mitridate.
Mitridate chega nas costas de Nymphæaum com princesa Ismene, filha do aliado dele o Rei de Pártia. Mitridate quer que Farnace case-se com Ismene, a noiva prometida dele. Ismene está apaixonado por Farnace mas pressente problemas e está preocupado sobre o futuro dela. Arbate conta a Mitridate que Farnace está procurando Aspasia que não menciona Sifare. Mitridate ciumento jura vingança em Farnace.

### Ato II
Farnace despreza e ameaça Ismene. Ela conta a Mitridate e sugere que deveria se casar com Sifare. Mitridate pede a Aspasia matrimônio de imediato mas ela hesita, provando a ele que ela é infiel. Aspasia confessa o seu amor a Sifare mas ambos concordam em se separar para economizar o honra deles. Sifare planeja partir e Aspasia está preocupado com o conflito entre o amor e o dever.
Mitridate está atento ao enredo de Farnaces contra ele com os romanos e planeja a sua vingança apesar da oferta de paz de Marzio. Ele prende Farnace para o executar. Ismene salva o príncipe que admite deslealdade mas implica Sifare. Mitridate engana Aspasia em admitir o amor dela por Sifare e jura vingança. Aspasia e Sifare desejam morrer juntos com medo das ameaças de Mitridate.

### Ato III
Ismene, ainda está apaixonada por Farnace, tenta convencê-lo a perdoar Aspasia para Mitridate. Os romanos atacam e Mitridate parte para a batalha. Aspasia contempla o suicídio através de veneno. Sifare também quer morrer e une-se ao pai na batalha.
Marzio libera Farnace e promete a regra de Nymphæum a ele. Farnace muda a mente dele decidindo apoiar com Mitridate.
Mitridate se suicida para evitar a derrota. Antes dá sua bênção a Sifare e Aspasia e perdoa Farnace que agora concorda em se casar com Ismene. Todos os quatro empenham-se em livrarem-se de Roma.

## Orquestração
- 1 cravo (para recitativo secco)
- 1 tímpano
- 2 flautas
- 2 oboés
- 2 clarinetes
- 2 fagotes
- 2 trompetes
- 4 trompas
- Instr. de cordas: violinos (primeiros e segundos), violas, violoncelos (para recitativo secco) e contrabaixos (para recitativo secco)

## Árias Famosas

### Ato I
- "Nel sen mi palpita" - Aspasia no Acto I
- "Parto: nel gran cimento" - Sifare no Acto I
- "Quel ribelle e quell'ingrato" - Mitridate no Acto I
- "Se di lauri" - Mitridate no Acto I
- "In faccia all'oggetto" - Ismene no Acto I
- "L'odio nel Cor" - Arbate no Acto I
- "Al destin che la minaccia" - Aspasia no Acto I
- "Soffre il mio cor con pace" - Sifare no Acto I
- "Venga pur, minacci e frema" - Farnace no Acto I

### Ato II
- "Già di pietà mi spoglio" - Mitridate no Acto II
- "Lungi da te» - Sifare no Acto II
- "Nel grave tormento" - Aspasia no Acto II
- "Portanto, quanto uma te» - Ismene no Acto II
- "Son reo; L'erro confesso "- Farnace no Acto II
- "Tu che fedel" - Mitridate no Acto II
- "Va, l'error mio palesa" - Farnace no Acto II

### Ato III
- "Ah ben ne fui presaga… Pallid 'ombre" - Aspasia no Acto III
- "Già dagli occhi" - Farnace em Act III
- "Se di regnar sei vago" - Marzio no Acto III
- "Se il rigor d'ingrata sorte" - Sifare no Acto III
- "Tu sai por che m'accese" - Ismene em Act III
- "Vado incontro al fato estremo" - Mitridate no Acto III